# Stanisław Kozyrski
Stanisław Kozyrski wcześniej Kozera ps. Niemy (ur. 21 listopada 1876 w Lublinie, zm. 23 sierpnia 1948 tamże) – polski działacz socjalistyczny i związkowy, poseł PPS na Sejm Ustawodawczy.

## Życiorys
Według niepotwierdzonych danych w 1904 był urzędnikiem magistratu w Zamościu i jednym z założycieli tamtejszej organizacji PPS. Od 1906 prawdopodobnie był członkiem PPS-Lewicy. Był trzykrotnie aresztowany w czerwcu i wrześniu 1907 i 1908 i więziony na Zamku Lubelskim. Od 1910 był sekretarzem Związku Zawodowego Metalowców, od 1915 był członkiem zarządu lubelskiej Rady Związków Zawodowych, a następnie był członkiem komisji rewizyjnej i skarbnik zarządu Taniej Kuchni Robotniczej w Lublinie. Od 1919 był funkcjonariuszem okręgowym Związku Zawodowego Robotników Rolnych w Zamościu,
W czasie I wojny światowej współpracownik „Kuriera Lubelskiego”. W trakcie wyborów parlamentarnych w 1919, został wybrany zastępcą posła na liście nr 3 (PPS) w okręgu wyborczym nr 23 (Zamość). Został posłem po złożeniu mandatu przez poprzednika Zygmunta Dreszera. Ślubowanie złożył w grudniu 1921. Z nieznanych powodów w lipcu 1922 wystąpił ze Związku Polskich Posłów Socjalistycznych. W następstwie tego Centralny Komitet Wykonawczy W PPS 5 sierpnia 1922 wydalił go z partii i wezwał do złożenia mandatu. Po tym incydencie wycofał się z życia politycznego.
Był następnie magazynierem i ekspedytorem Wydziału Zaopatrywania miasta Lublina. Był również członkiem Stowarzyszenia b. Więźniów Politycznych.

## Ordery i odznaczenia
- Medal Niepodległości (8 listopada 1937)[1]